# Medammerweidebeek
De Medammerweidebeek is een beek in Nederlands Zuid-Limburg in de gemeente Stein. De beek ligt bij Elsloo op de rechteroever van de Maas en heeft een lengte van ongeveer 200 meter met diverse zijtakken.
Op ongeveer 175 meter naar het noordoosten stroomt de Slakbeek en op ongeveer 150 meter naar het zuiden stroomt de Woudbeek.
De beek is vernoemd naar de Medammerweide.

## Ligging
De beek ligt op de noordwestelijke helling van het Centraal Plateau en de zuidwestelijke helling van het Plateau van Graetheide in de overgang naar het Maasdal. De beek ligt in het Bunderbos en het kasteelpark Elsloo, ten noordwesten van de spoorlijn Maastricht - Venlo, tussen Terhagen en het dorp Elsloo. In het bosgebied ter plaatse ontspringen op meerdere plekken bronnen waarvan het water via verschillende takken wordt opgevangen. Een deel van de takken ligt evenwijdig aan elkaar. De verschillende takken van de Medammerweidebeek stromen op drie plekken de kasteelvijver in en voorzien daarmee de vijver van water. Aan het noordelijk uiteinde van de kasteelvijver mondt de beek uit in de Hemelbeek. De Hemelbeek mondt op haar beurt ruim 250 meter noordelijker uit in de Maas.

## Geologie
De Medammerweidebeek ontspringt ten noorden van de Schin op Geulbreuk op een hoogte van ongeveer 47 meter boven NAP. Op deze hoogte dagzoomt klei uit het Laagpakket van Boom dat in de bodem een ondoorlatende laag vormt, waardoor het grondwater op deze hoogte uitstroomt.
De Medammerweidebeek krijgt van verschillende bronnen water, waarvan er enkele een kalktufbron zijn.